# تریت، مری
تریت (به انگلیسی: Tret) یک منطقهٔ مسکونی در پاکستان است که در ناحیه راولپندی واقع شده‌است. تریت ۳۰٬۱۸۴ نفر جمعیت دارد.